# Чёрный кадиллак
«Чёрный кадиллак» — американский триллер категории B в жанре роуд-муви 2003 года.

## Сюжет
1983 год. Трое парней из штата Миннесота — студент колледжа Скотт, его лучший друг Си-Джей и младший брат Робби по обыкновению отправляются поразвлечься в соседний штат Висконсин, где в придорожных барах не спрашивая документов продают пиво и полно легкодоступных девчонок. Но в этот раз в баре парни ввязываются в конфликт и отдых испорчен — в зимнюю холодную тихую ночь они едут домой, замечая, что за ними довольно долго, то приближаясь, то отставая, следует чёрный «Кадиллак». Вскоре они встречают на дороге местного патрульного Чарли, чей старенький полицейский Chevrolet встал на обочине, и берутся его подвезти. И снова в зеркале заднего вида появляется «Кадиллак», навязывающий им агрессивную гонку. Оторвавшись от преследователя, парни останавливаются у кафе, но вернувшись к машине видят на обледенелом лобовом стекле надпись «Испытаете наказание за грех ваш»…

## В ролях
- Шейн Джонсон — Скотт
- Джош Хэммонд — Си-Джей
- Джейсон Доринг — Робби
- Рэнди Куэйд — полицейский Чарли
- Кирстен Уоррен — Джаннин

## Критика
Фильм получил положительные отзывы, отмечалось, что он снят неплохо для низкобюджетного фильма класса Б.

Ночь вечеринок идет наперекосяк, когда бесхозный автомобиль начинает преследовать трёх приятелей среди холодных, одиноких гор. Удача, кажется, улыбается друзьям, после того, как помощник шерифа спасает их, но облегчение сменяется ужасом, когда приятели видят, что таинственный чёрный «Кадиллак» снова на хвосте. Эффектный вход в жанр «таинственный жуткий автомобиль».
Оригинальный текст (англ.)A night of partying goes awry when a bum car strands three buddies in the frigid, lonely mountains. Their luck seems to change after a deputy sheriff rescues them, but relief turns to terror as they find a mysterious black Cadillac on their tail. Effective entry in the "mysterious spooky car" genre.
— 

По сути, пользуясь недавним успехом фильма «Ничего себе поездочка» Джона Даля, картина идёт по тому же пути: группу подростков терроризирует таинственный неумолимый «Кадиллак». Рэнди Куэйд хорош в роли полицейского и, несмотря на обилие сюжетных нестыковок и периодическую неспособность поддерживать напряжение, он хорошо вживается в образ.
Оригинальный текст (англ.)Essentially trading on the modest success of John Dahl's Duel update Joyride (or Roadkillas it was known in the UK), this traverses much the same territory, with a group of teens being terrorised by a mysterious, unrelenting Cadillac. Randy Quaid is effective as a cop and, despite a profusion of plot holes and the occasional failure to maintain suspense, it does what it says on the tin.
— кинокритик Морис Спид

## Дополнительно
- Красный автомобиль Скотта — Saab 900. Чёрный автомобиль-преследователь — Cadillac Eldorado 1957 года, седан 62-серии, автомобиль Чарли — Chevrolet Caprice.
- В начале фильма появляется титр «Основано на реальных событиях»: по утверждению режиссёра, история навеяна его личным опытом из жизни в захолустье: зимой 1983 года неизвестная машина несколько часов по лесным дорогам преследовала автомобиль с ним и его друзьями.
- Слова появляющиеся на лобовом стекле автомобиля главных героев — «Испытаете наказание за грех ваш» — из Книги Чисел (глава 32, стих 23).[К 1]

## Комментарии
1. ↑  стих 23: «если же не сделаете так, то согрешите пред Господом, и испытаете [наказание] за грех ваш, которое постигнет вас»